# Dimophora fumipennis
Dimophora fumipennis là một loài tò vò trong họ Ichneumonidae.